# Franz von Mercy
Franz von Mercy, o Franz von Merci, o Franz, barone di Mercy (Longwy, ... – Alerheim, 3 agosto 1645), è stato un generale tedesco, signore di Mandre e Collenburg, comandante cattolico e imperiale durante la Guerra dei trent'anni.

## Biografia
Nacque a Longwy, nella Francia settentrionale al confine con il Belgio, da una famiglia lorenese, tra il 1590 ed il 1598. Dal 1606 al 1630 fu al servizio dell'esercito imperiale, e alla fine di questo periodo era stato promosso agli alti gradi; nel 1631 si distinse durante la battaglia di Breitenfeld e fu in seguito posto al comando di un reggimento di fanteria in Renania. Qui difese con grande coraggio la fortezza di Rheinfelden dall'assedio svedese, arrendendosi soltanto dopo cinque mesi; nominato ufficiale generale di cavalleria (General-Feldwachtmeister), prese parte ad ulteriori campagne lungo i fiumi Reno e Doubs tra il 1635 ed il 1637.
Nel settembre del 1638 fu nominato supervisore generale degli armamenti nell'esercito bavarese, all'epoca il secondo per dimensioni operante nell'Impero; nelle campagne seguenti operò al comando dei bavaresi, e occasionalmente ebbe ai suoi ordini forze congiunte bavaresi ed imperiali. All'epoca von Mercy era considerato uno dei più importanti e capaci comandanti militari d'Europa; questo giudizio fu comprovato dalla grande vittoria da lui riportata sui francesi del maresciallo Josias Rantzau nella battaglia di Tuttlingen del 24 novembre 1643, in cui catturò il comandante nemico e circa 7.000 prigionieri, e in seguito alla quale fu nominato feldmaresciallo.
L'anno seguente von Mercy combatté contro le forze francesi di Luigi II di Borbone (il Gran Condé) e del visconte di Turenne; attaccato dagli avversari nella battaglia di Friburgo dell'agosto 1644, durata tre giorni, fu costretto a ritirarsi, ma solo dopo avere inflitto agli avversari perdite superiori alle proprie. L'anno seguente vendicò la sconfitta con un attacco a sorpresa contro le forze disperse di Turenne, nella battaglia di Mergentheim, riuscendo ad annientare la fanteria avversaria e a costringendo Turenne ad una precipitosa fuga.
Il 3 agosto dello stesso anno fu nuovamente assalito frontalmente dalle forze francesi nella seconda battaglia di Nördlingen, e alla fine dello scontro fu mortalmente ferito da un colpo di moschetto; la battaglia si risolse con una costosissima e limitata vittoria francese. Nel punto in cui cadde, Condé eresse un memoriale, con l'iscrizione Sta viator, heroem calcas.